# Upplands runinskrifter 984
Runinskrift U 984 är en runsten som hittades vid Ekeby kvarn söder om Storvreta, Uppsala kommun. Stenen är emellertid försvunnen sedan 1700-talet och har inte återfunnits trots flertalet försök under seklerna.

## Stenen
Stenen beskrivs som omkring 2,10 meter hög och 1,65 meter bred.

## Inskriften
Runristare är Öpir. Olof Celsius den äldre studerade stenen 1726 och beskrev inskriptionen, som förefaller ha varit mycket vacker och i paritet med den så kallade Vaksalastenen, också ristad av Öpir.
Ristningen, på nusvenska, lyder:
Visäte och Likvid och Eikvid läto resa stenen efter Holmger(?), [sin] fader. Öpir ristade.